# Маркосов, Михаил Сергеевич
Михаи́л Серге́евич Марко́сов (арм. Միխայիլ Սերգեյի Մարկոսով; 29 июня 1985, Будённовск, РСФСР, СССР) — российский и армянский футболист, нападающий. 

## Карьера
Родился в Будённовске, где и начал заниматься футболом. Первый тренер — Юрий Багратович Сафарян. В первой профессиональной команде «Жемчужина» (Будённовск) играл на позиции крайнего полузащитника. В 2006 году перешёл в «Кавказтрансгаз-2005», где начал играть на позиции форварда. В 2007 году дебютировал в первом дивизионе за СКА (Ростов-на-Дону). В 2008 году на правах аренды перешёл в «Динамо» (Ставрополь), где в 30 матчах забил 27 мячей и стал лучшим бомбардиром, нападающим и игроком второго дивизиона зоны «Юг». В 2009 вернулся в СКА, в том же году играл за «Ставрополь». В 2010 году перешёл в волгоградский «Ротор». Первую часть сезон 2011/2012 отыграл в ставропольском «Динамо», вторую — в ФК «Уфа», где помог команде занять второе место во втором дивизионе зоны «Урал-Поволжье», что позже позволило команде попасть в ФНЛ. В следующем сезоне стал лучшим бомбардиром ФК «Уфа». С июля 2013 года играл в ФК «Сибирь» (Новосибирск).В 2015 году перешёл в Химки , но уже зимой перешёл в Солярис (Москва). В Сезоне 2016-17 он перешёл в Динамо (СПБ), Став чемпионом Второго Дивизиона-Запад. Во втором Сезоне Динамо вышло в ФНЛ. Маркосов играл мало, и во второй половине перешёл обратно в родное Динамо (Ставрополь) на пол года.
Так как имеет армянские корни (отец армянин, а мать — русская), в 2013 году неоднократно вызывался в национальную сборную Армении, но пока участия в официальных матчах не принимал.
25 апреля 2019 года стал игроком возрождённой «Кубани», в составе которой провёл 11 матчей и забил 7 голов в чемпионате Краснодарского края, был капитаном команды. В конце июня того же года покинул «Кубань», в которую затем вернулся в декабре 2020.
С сентября 2022 — игрок команды чемпионата Краснодарского края «Виста-КубГУ» (Геленджик).
Сейчас играет за  Ветеранскую команду Энергия (Краснодар)

## Достижения
- Лучший игрок второго дивизиона зоны «Юг»: 2008.
- Лучший нападающий второго дивизиона зоны «Юг»: 2008.
- Лучший бомбардир второго дивизиона зоны «Юг»: 2008.
- Серебряный призёр второго дивизиона зоны «Юг»: 2009.
- Серебряный призёр второго дивизиона зоны «Урал-Поволжье»: 2011/12 (выход в ФНЛ).
- Лучший бомбардир ФК «Уфа» в сезоне 2012/13.

## Семья
Женат. Супруга — Анастасия, сын — Давид Тоже играет в футбол за Фк Кубань.

## Статистика
| Клуб                   | Сезон            | Чемпионат        | Чемпионат | Чемпионат | Кубок | Кубок | Итого | Итого |
| Клуб                   | Сезон            | Уров.            | Игры      | Голы      | Игры  | Голы  | Игры  | Голы  |
| ---------------------- | ---------------- | ---------------- | --------- | --------- | ----- | ----- | ----- | ----- |
| Жемчужина (Будённовск) | 2004             | III              | 23        | 2         | 0     | 0     | 23    | 2     |
| Кавказтрансгаз-2005    | 2006             | III              | 24        | 8         | 1     | 0     | 25    | 8     |
| СКА (Ростов-на-Дону)   | 2007             | II               | 23        | 0         | 0     | 0     | 23    | 0     |
| Динамо (Ставрополь)    | 2008             | III              | 30        | 27        | 1     | 0     | 31    | 27    |
| СКА (Ростов-на-Дону)   | 2009             | III              | 11        | 3         | 2     | 0     | 13    | 3     |
| Ставрополь             | 2009             | III              | 15        | 10        | 0     | 0     | 15    | 10    |
| Ротор                  | 2010             | II               | 26        | 2         | 1     | 0     | 27    | 2     |
| Динамо (Ставрополь)    | 2011/12          | III              | 10        | 10        | 1     | 0     | 11    | 10    |
| Уфа                    | 2011/12          | III              | 22        | 5         | 0     | 0     | 22    | 5     |
| Уфа                    | 2012/13          | II               | 24        | 9         | 0     | 0     | 24    | 9     |
| Уфа                    | Итого            | Итого            | 46        | 14        | 0     | 0     | 46    | 14    |
| Сибирь (Новосибирск)   | 2013/14          | II               | 25        | 5         | 1     | 0     | 26    | 5     |
| Сибирь (Новосибирск)   | 2014/15          | II               | 29        | 4         | 2     | 3     | 16    | 6     |
| Сибирь (Новосибирск)   | Итого            | Итого            | 54        | 9         | 3     | 3     | 57    | 12    |
| Химки                  | 2015/16          | III              | 17        | 11        | 6     | 2     | 23    | 13    |
| Солярис (Москва)       | 2015/16          | III              | 6         | 2         | 0     | 0     | 6     | 2     |
| Всего за карьеру       | Всего за карьеру | Всего за карьеру | 285       | 98        | 15    | 5     | 300   | 103   |